# 松恩峡湾

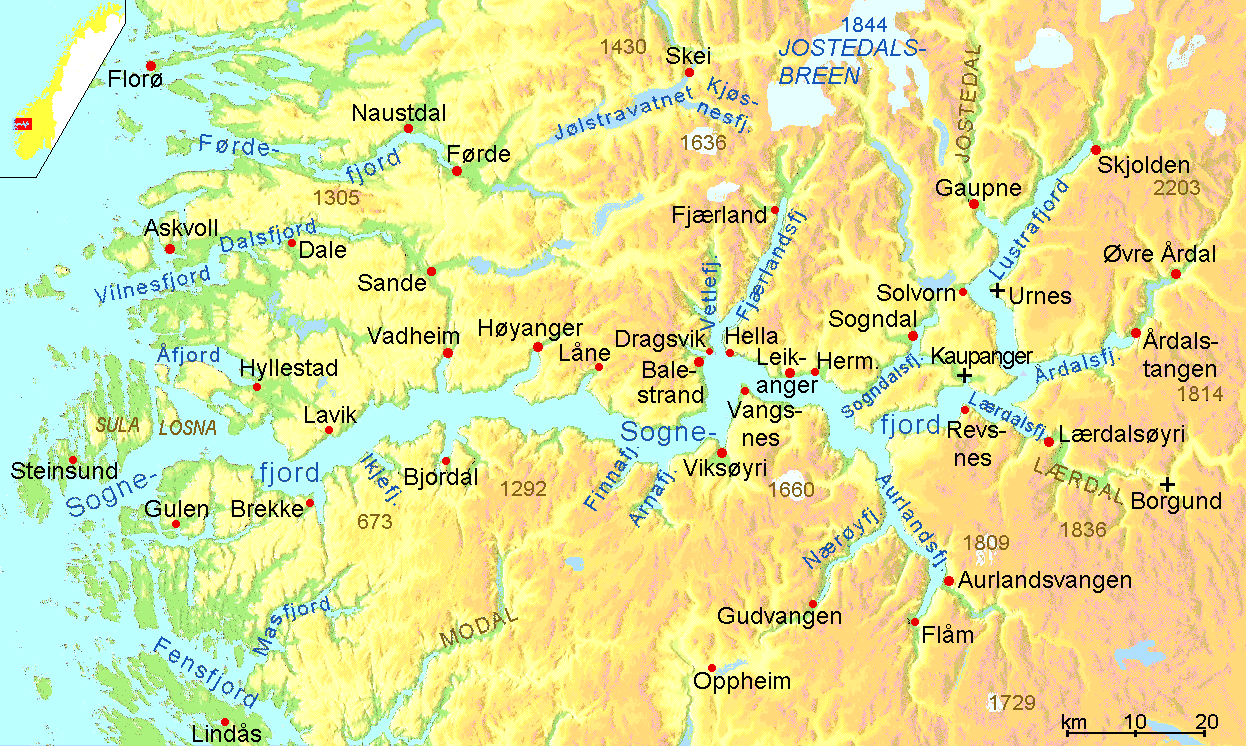
松恩峡湾地图。

松恩峡湾（挪威語：Sognefjorden）位于挪威西部松恩-菲尤拉讷郡境内，全长205公里，为挪威第一长，世界第二长的峡湾。为挪威著名的旅游胜地。
松恩峡湾最深处达海平面下1308米，主干平均宽度约为4.5千米。松恩峡湾内有许多分支，其中一个分支纳柔依峡湾在2005年与盖朗厄尔峡湾一起被联合国教科文组织列为世界遗产。